# Сирийский дятел
Сири́йский дя́тел (лат. Dendrocopos syriacus) — птица семейства дятловых. Первоначально был распространён лишь на Ближнем Востоке и в западной части Передней Азии, однако начиная с конца XIX века ареал этой птицы начал расширяться на Балканы, в Центральную и Восточную Европу. В последние годы дятел активно расселяется по территории Украины и центральных областях европейской части России. Вид имеет близкое родство и внешнее сходство с большим пёстрым дятлом, часто делит с ним одну территорию и скрещивается.
Впервые был описан немецкими натуралистами Фридрихом Гемприхом и Христианом Эренбергом в 1833 году в Ливанских горах (в то время — часть Османской империи), за что получил название сирийского (syriacus). В дальнейшем это научное название сохранилось и в русском языке.

## Описание

### Внешний вид
|  |  |

Средней величины дятел: длина около 23 см, масса 55—63 г (Иран) или 70—82 г (Центральная Европа). Похож на большого пестрого дятла, от которого его можно отличить при взгляде на боковые стороны шеи: у большого пестрого дятла между глазом и плечом располагаются два белых пятна, между которыми от края «усов» до зашейка проходит непрерывная чёрная полоса; у сирийского дятла эти два пятна слились в одно каплевидное, полоса отсутствует либо имеет существенный разрыв. Другие признаки сирийского дятла при сравнении двух видов — клюв немного длиннее, боковые рулевые хвоста имеют лишь несколько еле заметных белых пятен (у большого пёстрого край хвоста выглядит чёрно-белым полосатым), по бокам брюха могут быть развиты тёмные продольные пестрины (у взрослых больших пёстрых дятлов их нет), подхвостье неяркое розовато-красное (у второго вида красный цвет, как правило, развит гораздо ярче, хотя и необязательно.
Остальные характеристики типичны для обоих видов. Верх головы чёрный со слабым металлическим оттенком, лоб, бока головы и щёки беловатые. На затылке у самца развита поперечная ярко-красная полоса, у самки такая деталь оперения отсутствует. От основания клюва к шее тянется чёрная полоса («усы»), которая затем спускается на грудь. Горло, шея и брюхо грязновато-белые, с хорошо заметным охристым оттенком в сезон размножения. Задняя часть брюха розовато-красная, подхвостье красное. Верх и надхвостье чёрные со слабым металлическим оттенком. Маховые чёрные с белыми округлыми пятнами на внешних и внутренних опахалах, верхние кроющие крыла, а также три средних пары рулевых чёрные. На конце четвёртой пары рулевых развиты небольшие белые пятна. Радужина красная. Клюв тёмно-серый. Ноги серые.
Самок, помимо отсутствия красной отметины на затылке, можно также отличить по более тусклому окрасу шеи. В остальном, включая размеры и массу, оба пола внешних различий не имеют. Молодые птицы отличаются от взрослых в целом более тусклым и грязноватым оперением, с буровато-охристым оттенком на брюшной стороне тела. Иногда у молодых дятлов на зобе развита розовая поперечная полоса.

### Голос
Наиболее часто издаёт односложное «кик», чем-то похожее на тревожный сигнал травника. По сравнению с большим пёстрым крик более высокий, мягкий и не такой резкий. Возбуждённая птица может повторить этот крик несколько раз «кик-кик-кик…», при этом иногда добавляя трельку «кириририр…». Во время ухаживания птицы издают серию отчётливых криков «куиик». Барабанная дробь по характеру практически неотличима от дроби большого пёстрого дятла, но примерно в два раза длиннее.

## Распространение

### Ареал
Область распространения сирийского дятла относительно невелика в сравнении с другими западно-палеарктическими видами дятлов и охватывает юго-восток Европы и западную часть Передней Азии. На восточной периферии ареала дятел населяет юго-восточные районы Ирана (северная часть провинции Систан и Белуджистан) и южное побережье Каспийского моря к востоку до города Горган. Западнее в Азии дятел распространён в южных и западных районах Ирана (включая горы Загрос), на севере Ирака, в восточном Закавказье, Турции, восточном побережье Средиземноморья к югу до северо-восточной части Синайского полуострова. В Эгейском море постоянно гнездится на островах Тасос, Самотраки и Лемнос, но также встречается и на других островах.
В континентальной части Европы дятел появился относительно недавно: в 1890 году птица впервые была зарегистрирована в Болгарии, в 1928 году в районе Альфёльд в Венгрии, в последующие 20 лет в Сербии и Хорватии, в 1951 году в Австрии. В настоящее время область распространения в южной и центральной Европе охватывает северную часть Балканского полуострова, Венгрию, Словакию, восточную Словению, восточную Австрию, восточную и центральную Чехию, южную и центральную Польшу.
На территории бывшего СССР дятел был впервые обнаружен в 1948 году в Закарпатье, и до середины 2000-х годов заселил почти всю Молдову (за исключением крайнего юга), большую часть Украины и прилегающие к ней районы Беларуси. Многочисленные сообщения о гнездовьях этих птиц отмечены и на территории России — на юге Брянской, Воронежской и Волгоградской областей, в Ростовской области. Изолированные поселения имеются в Калмыкии и Краснодарском крае. В 2017 году гнездование дятла было отмечено на территории Москвы.

### Места обитания

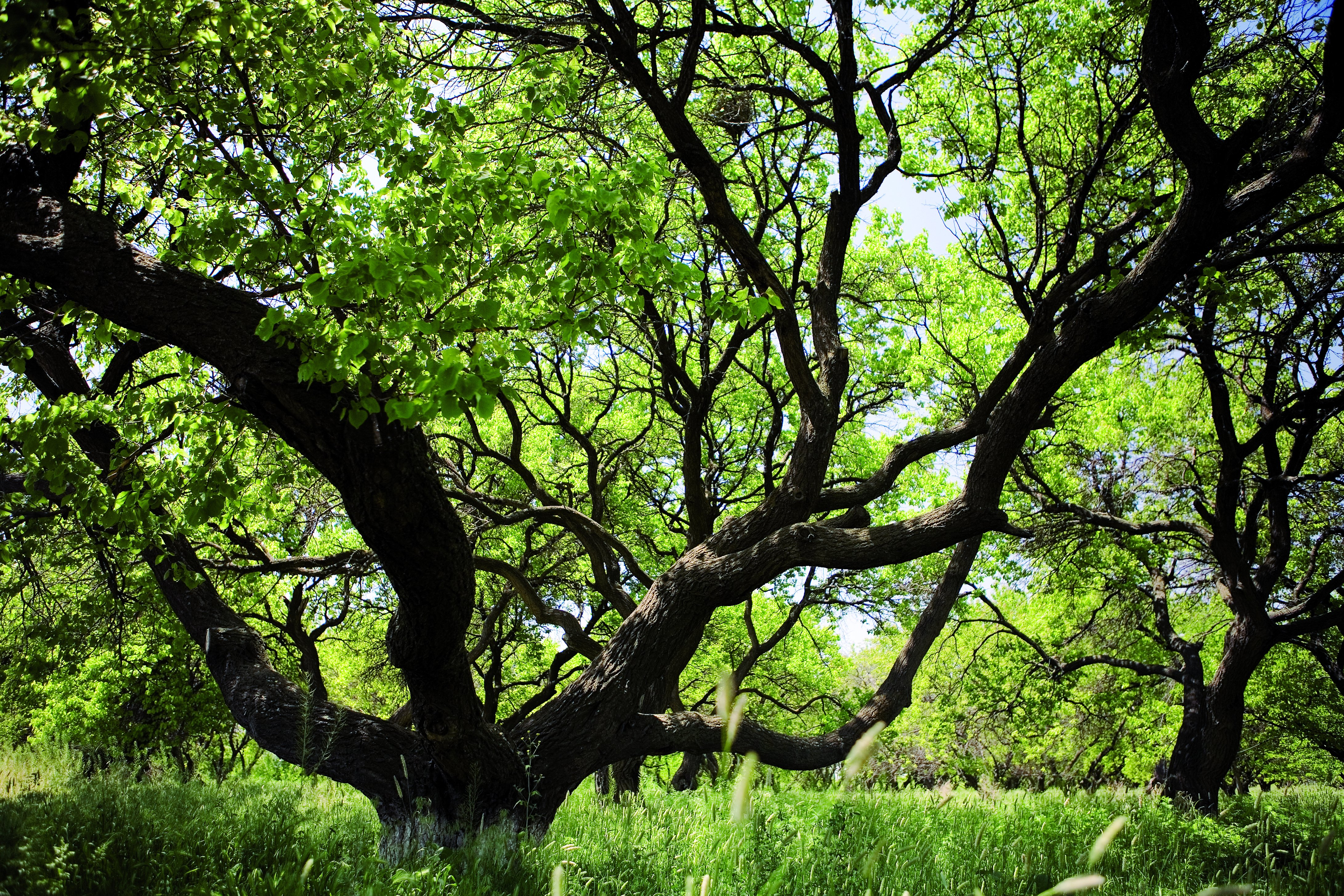
Абрикосовый сад — одно из излюбленных мест обитания

Населяет равнинные светлые леса с преобладанием лиственных пород, долины рек, открытые ландшафты с лесопосадками и отдельно стоящими деревьями. Отдаёт предпочтение сухим участкам. В Передней Азии, где дятел был распространён изначально, населяет горные дубовые леса и речные долины с негустой древесной растительностью — тополем, ивой, орешником, платаном восточным (Platanus orientalis). В Турции гнездится в лесах с хвойными породами деревьев, однако избегает чисто можжевеловые и сосновые участки леса, а также сплошные лесные массивы без просветов. В более северных широтах дятел появился благодаря изменению климата и хозяйственной деятельности человека — облагораживание территории и развитие сельского хозяйства позволили ему занять ещё недостаточно освоенную другими птицами нишу. В Европе дятел часто ассоциируется с сельскохозяйственными посадками различных типов — виноградниками, оливковыми, авокадовыми и ореховыми рощами, фруктовыми садами. Особое предпочтение отдаёт садам с косточковыми культурами — абрикосовым, сливовым, вишнёвым, а также посадкам шелковицы, грецкого ореха и миндаля. Его также можно часто встретить возле дорог, на лесных опушках, на лужайках возле человеческого жилья, в садах и парках. Преимущественно равнинная птица, в Болгарии и северной части Малой Азии встречается до 1000 м, на юге Ирана до 2700 м над уровнем моря.

## Питание

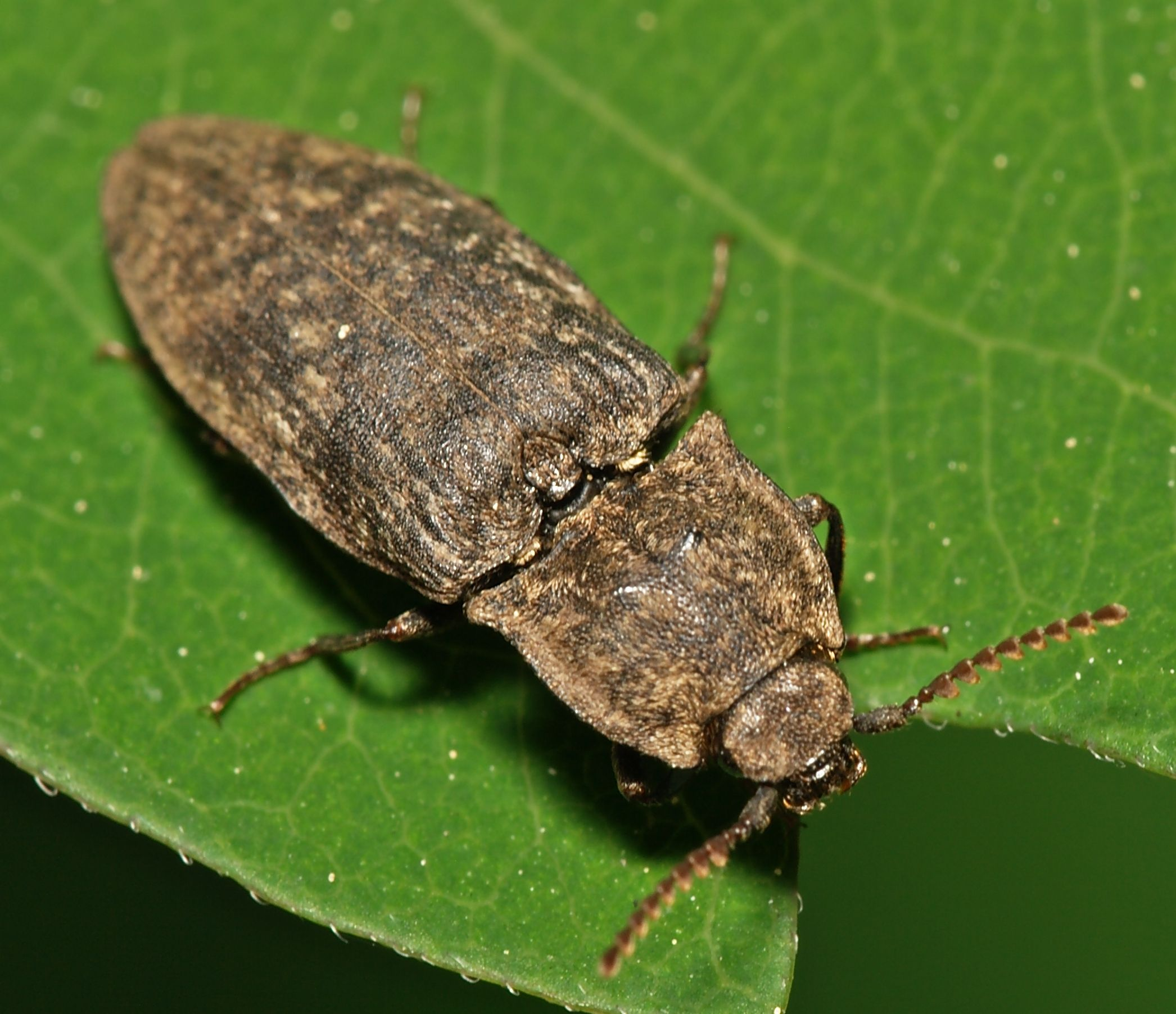
Серый щелкун

Рацион сирийского дятла примерно в равных долях состоит из растительных и животных кормов, при этом соотношение между ними может варьировать в зависимости от сезона. Такое разнообразие выделяет этот вид среди других европейских видов дятлов, основу питания которых составляют насекомые. Лишь большой пёстрый дятел зимой может сравниться с сирийским по объёму употребляемой им пищи растительного происхождения.
В больших количествах поедает жуков и их личинок (жужелиц, пластинчатоусых, щелкунов, капюшонников, чернотелок и др), гусениц и куколок бабочек (включая волосатых, которых не трогают другие птицы), пауков. Реже употребляет в пищу медведок, цикадок, ручейников, муравьёв, пилильщиков, летающих насекомых — мух, сверчков, ос и некоторые группы бабочек (белянок, нимфалид, молей-малюток, древоточцев, волнянок, огнёвок и др).
Растительными кормами питается зимой и летом. Употребляет в пищу разнообразные орехи — миндаль, грецкий, фундук, пекан, фисташки, кедровые орехи. Любит мякоть различных фруктов и ягоды, часто выкармливая ими птенцов (это отличает сирийского от других близких дятлов) — плоды вишни, абрикоса, персика и сливы, а также яблоки, груши, малину, шелковицу, виноград, инжир и маслины. Кроме того, кормится семенами тыквы и подсолнечника, а также пьёт древесный сок клёна, сосны и пинии. Последнее особое значение имеет ранней весной, когда насекомые ещё не проснулись.
Корм добывает в кроне деревьев, на стволах и ветвях, на поверхности земли и реже в воздухе, при этом до половины времени проводит в нижнем ярусе леса. Насекомых чаще всего находит открыто ползающих либо непосредственно под корой, и в отличие от большого пёстрого, редко добывает насекомых-ксилофагов глубоко в древесине. По земле передвигается прыжками, как воробей; в листве быстро перелетает с места на место. Плоды добывает как на деревьях, так и упавшие на землю. В период выкармливания птенцов клювом выщипывает из плодов косточку и оставшуюся мякоть относит птенцам; в остальное время питается исключительно содержимым косточек. Крупных жуков, орехи и косточки предварительно зажимает в «наковальне» — трещине или выдолбленной нише в стволе дерева, а затем раздалбливает с помощью клюва.

## Размножение

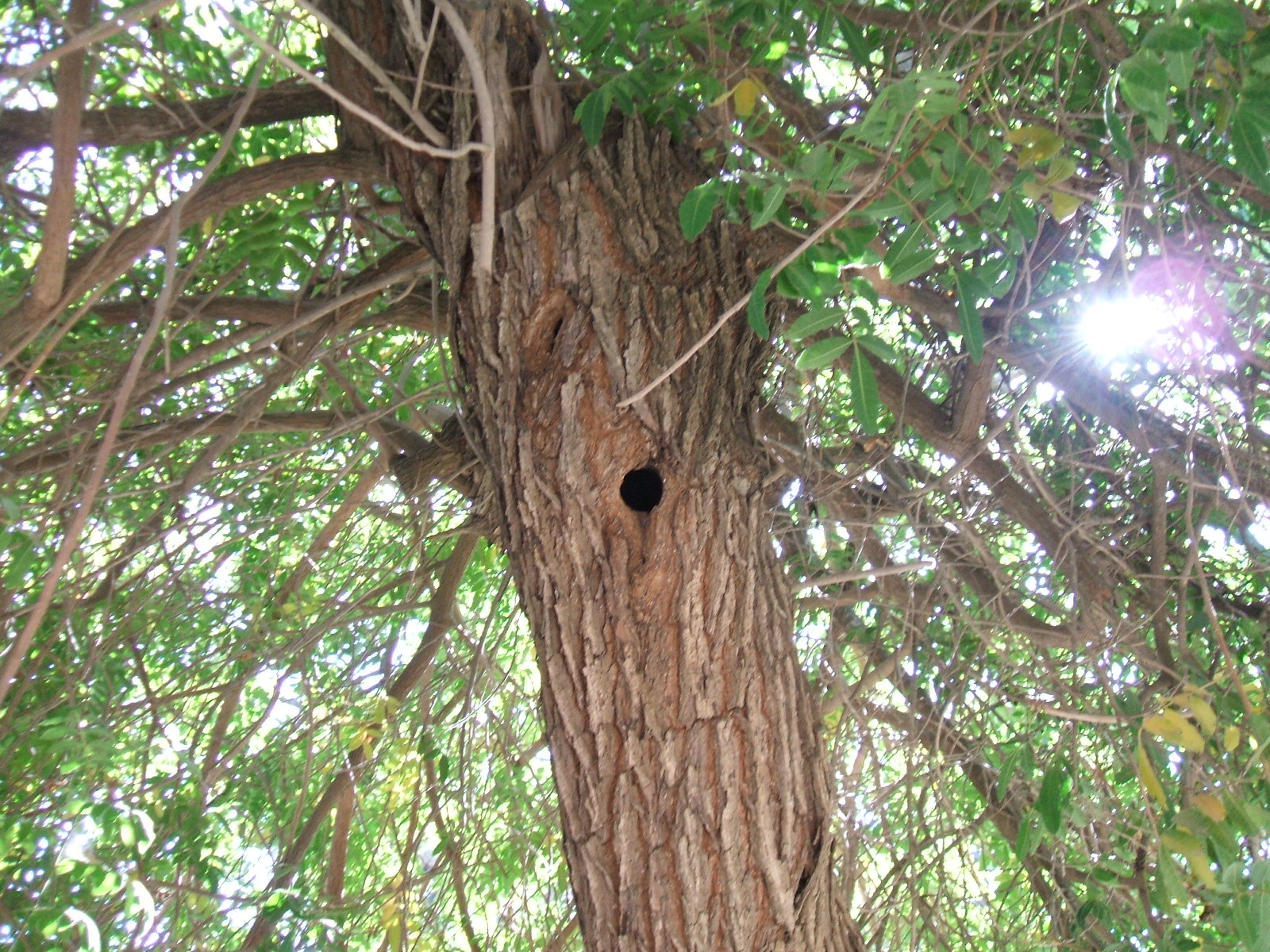
Дупло сирийского дятла

Половой зрелости достигает к концу первого года жизни. Моногамен. Пара сохраняется в течение одного сезона, однако по его окончании самец и самка нередко остаются делить одну и ту же территорию. Весеннее пробуждение начинается в конце зимы и достигает пика в конце марта либо начале апреля: дятлы кричат, перестукиваются, гоняются друг за другом и перелетают по кругу с одного дерева на другое. Начало постройки дупла символизирует то, что пара окончательно образована.
Гнездо располагается в дупле на высоте 1—6 м (реже до 20 м) от поверхности земли, в стволе либо мощной боковой ветви дерева. Как правило, дятлы ежегодно выдалбливают свежее дупло; реже занимают старые постройки других дятлов, которые затем чистят и расширяют. Иногда вместо дерева используется искусственное деревянное сооружение типа телеграфного столба либо опоры линии передач. Выбор породы дерева большого значения не имеет, чаще всего связан с теми биотопами, где кормится птица. Долбят обе птицы по очереди, однако большую часть работы выполняет самец. Глубина дупла до 20 см, диаметр летка около 3,5 см.
Кладка с середины апреля по май, редко доходя до первых чисел июня. Повторная кладка возможна только в случае ранней потери первой. Яйца эллиптической формы, белые, блестящие, размером (23—28) х (18—21) мм. Они немного меньше яиц большого пёстрого дятла, но в остальном от них не отличаются. Насиживают обе птицы начиная с последнего яйца в течение 9—11 дней. Соотношение между ролями самца и самкой в насиживании приблизительно равное, однако ночью всегда сидит самец. Птенцы голые и беспомощные, появляются на свет синхронно. Оба родителя выкармливают потомство. Вылет птенцов через 20—24 дней, однако ещё в течение двух недель они остаются с родителями, после чего рассеиваются.

## Систематика
Сирийский дятел относится к роду Dendrocopos, который объединяет средней величины дятлов с пёстрым чёрно-белым оперением. В свою очередь, представителей рода Dendrocopos часто включают в другой род семейства дятловых Picoides. Систематика этих двух групп птиц остаётся противоречивой и нуждается в дополнительных исследованиях. На сегодняшний день имеется консенсус, что сирийский дятел входит в единую родственную группу вместе с большим пёстрым, белокрылым (Dendrocopos leucopterus), тамарисковым (Dendrocopos assimilis) и гималайским (Dendrocopos himalayensis) дятлами, получившую ранг надвида. Подвидовая систематика сирийского дятла также неясна. Часть изданий, таких как например «Handbook of the birds of the world», считают вид монотипичным. Другие выделяют несколько подвидов на основании варьирования оттенков окраски нижней стороны тела, наличия или отсутствия, а также степени развития тёмных наствольных пестрин на боках живота, и окраске крайних рулевых.